# Курземе
Ку́рземе (латыш. Kurzeme, лив. Kurāmō, до начала XX века Курля́ндия, нем. Kurland, лат. Curlandia, в литературе о Средневековье Курония, лат. Curonia/Couronia) — историческая область Латвии, входившая в состав владений Ливонского ордена, Речи Посполитой, Российской империи.
С 1562 по 1795 год — составная часть герцогства Курляндия и Семигалия. В настоящее время — одна из пяти историко-культурных областей Латвийской Республики.
Территория Курземского региона составляет 13607 км². Население на 2017 год — 246 317 человек. Плотность населения — 18 чел./км². Этнический состав: латыши (76,5 %), русские (14 %), литовцы (2,6 %), украинцы (2,4 %), белорусы (2 %), поляки (0,7 %), цыгане (0,5 %).

## География
В широком понимании Курземе — вся часть Латвии к юго-западу от Даугавы, то есть на левом её берегу. Границы её почти совпадают с границами бывшей Курляндской губернии.
В более узком понимании Курземе (Курляндия) — запад вышеуказанной части Латвии, до немецкого завоевания населённый куршами и ливами, то есть примерно современные Кулдигский, Алсунгский, Вентспилсский, Талсинский, Дундагский, Павилостский, Гробинский, Руцавский, Приекульский, Ницский, Вайнёдский, Айзпутский, Мерсрагский, Ройский, Кандавский, Дурбский, Салдусский, Скрундский, Броценский края. Остальная, меньшая часть «большого Курземе» составляет Земгале (Семигалию) в широком понимании, или же Земгале в узком понимании и Селию (она же Аугшземе, Аугшкурземе).
Старейшие города Курземе — Айзпуте, Кулдига и Вентспилс.

## Герб
22 марта 2012 года сейм Латвии утвердил гербы исторических губерний. В частности, герб Курляндии в законе описывается так: на серебряном поле направленный в противоположную сторону красный лев.

## История

### До крестовых походов
В древности населяли эту область ливы — по Рижскому заливу, курши — в западной части, земгалы (семигаллы) — в средней Курляндии; на юге жили литовские племена. Ливы — финского племени, курши, земгалы, летты и другие — балтийского.
С VI по IX век в окрестностях современного г. Гробиня (Латвия) постоянным поселением викингов был Эзерпилс (Зебург).
Старейшие письменные упоминания о древней Курсе (Куронии) оставил папский легат Ансгар (801—865), который с 831 года являлся Гамбургским архиепископом, а с 845 года был так же Бременским епископом. Его потомок, Римберт, в 875 году описал историю древних куршей в своей работе «Житие святого Ансгара» (Vita s. Anskarii). В рукописи рассказывается о нападении армии Олафа, короля шведских викингов, на город Эзерпилс, который защищали 7000 жителей (Война куршей с викингами) и нападение на Апуоле, который защищали 15 000 жителей. После поражения курши продолжили выплачивать дань (censum) шведскому королю и признали себя его подданными.
С появлением в Остзейском крае немецких колонистов в XII веке начинается борьба местного населения с ними.
28 ноября 1230 года Балдуин Альнский, вице-легат папы римского Григория IX, подписал соглашение с правителем куршей Ламекином, в котором указывается на намерение Римской курии установить вассальное государство, которое бы подчинялось Святому Престолу, освободив земли, подчиненные Ламекину, от юрисдикции Датского и Шведского королевств. Жители Курляндии принимают христианство и обещают заодно с немцами воевать против язычников.

### Крестовые походы против куршей
В 1242 году Дитрих фон Грюнинген, ландмейстер Тевтонского ордена в Ливонии, мобилизовал эстонских вассалов датского короля, Тартуских, Эзель-викских и рижских воинов, а также силы ранее подчинённых латгалов и ливов. С этими объединёнными войсками он отправился из Риги вдоль Курземского побережья в наступление на куршей, грабя и сжигая их землю. Курземский ландтаг принял решение заключить мир с орденом и разрешил разместить войска в замке Езусбург (позже Гольдинген; сейчас г. Кулдига, Латвия). В Езусбурге вместе с гарнизоном ордена осталась также часть куршских лабиешев (знать из латгалов и ливов), но многие другие куршские земли обеспечили мир, предоставив заложников. Король Литвы Миндовг собрал большую армию для подчинения Курземе, но потерпел поражение в Эмбутской битве в 1244 году и в литовском военном походе на Курсу в 1245 году.
Ливонскому ордену Курляндия подчинилась в 1267 году.
При распаде Ливонской конфедерации в годы Ливонской войны последний магистр Ливонского ордена, Готхард Кетлер, секуляризовал владения ордена по левому берегу Даугавы, объявив их герцогством Курляндия и Семигалия со столицей в Митау. Потомки Кетлера правили Курляндией до 1711 года, после чего им на смену пришла династия Биронов.

### В составе Российской империи
В 1795 году в результате третьего раздела Польши, в вассальной зависимости от которой находилось герцогство Курляндия, территория герцогства вместе с Пилтенской областью вошла в состав Курляндского наместничества Российской империи. В 1796 году наместничество было переименовано в губернию.
С началом Первой мировой войны Курляндская губерния находилась в зоне боевых действий. В 1915 году была оккупирована германскими войсками и вошла в состав так называемых Областей управления Верховного главнокомандующего Восточным фронтом Германии.

### Курземе в XX веке
С 18 ноября 1918 года Курземе является частью Латвийской Республики, которая в 1940—1991 годах состояла в СССР. Курземе очень сильно пострадала в обеих мировых войнах. Во время Второй мировой войны проходили длительные военные действия в её северной и западной частях (см. «Курляндский котёл»).

## Население
| год  | всего жителей | латыши  | русские | белорусы | украинцы   | поляки  | литовцы | евреи  | татары     | немцы  | цыгане     | эстонцы | другие |
| ---- | ------------- | ------- | ------- | -------- | ---------- | ------- | ------- | ------ | ---------- | ------ | ---------- | ------- | ------ |
| 1881 | 306 058       | 241 205 | 3 923   | русские  | русские    | литовцы | 3 293   | 23 622 | 0          | 30 383 | 738        | 126     | 2 768  |
| 1897 | 339 845       | 265 777 | 8 521   | 384      | 263        | 6 661   | 8 230   | 16 372 | 143        | 31 779 | 570        | 461     | 684    |
| 1920 | 282 453       | 234 558 | 2 146   | 700      | нет данных | 3 749   | 8 636   | 14 396 | нет данных | 16 676 | нет данных | 466     | 1 126  |
| 1925 | 286 650       | 242 193 | 3 638   | 393      | нет данных | 3 148   | 3 962   | 14 883 | нет данных | 15 112 | 887        | 429     | 2 005  |
| 1930 | 288 092       | 246 309 | 3 162   | 992      | нет данных | 3 378   | 4 348   | 12 900 | нет данных | 14 215 | нет данных | 372     | 2416   |
| 1935 | 292 659       | 253 096 | 3 306   | 1 318    | 214        | 3 705   | 3 702   | 12 012 | нет данных | 12 789 | 986        | 359     | 1 133  |
| 1989 | 366 381       | 235 271 | 84 143  | 11 608   | 15 783     | 3 112   | 9 593   | 576    | 593        | 470    | 1 898      | 298     | 3 036  |
| 2000 | 322 242       | 234 774 | 52 979  | 7 761    | 9 499      | 2 709   | 9 227   | 302    | 315        | 495    | 2 060      | 199     | 1 922  |
| 2011 | 279 383       | 213 372 | 40 042  | 5 602    | 6 770      | 1 882   | 7 060   | 177    | 189        | 406    | 1 638      | 152     | 2 093  |

## Национальная одежда
Значительное влияние на традиционную одежду оказало ближайшее соседство с литовцами, эстонцами и поляками. Во второй половине XIX века, благодаря химическим красителям, стало возможно использование ярких цветов. Появились яркие полосы на одежде и костюмы ярко-красного цвета. Подолы однотонных юбок украшались различными орнаментами. Жители Курземе в качестве украшения носили бронзовые пояса, в прибрежных районах для украшений использовался янтарь.

## Гастрономия
Традиционными блюдами Курземского края считаются скландраусис, бигузис (десерт из ржаного хлеба и сливок), букстиньпутра (перловая каша с картофелем и луком), ржаной хлеб и квас из ржаного хлеба, сыр с тмином, пирожки со шпеком, конопляное масло, кровяная колбаса, медовик, рыба.

## Достопримечательности
- В Кулдиге находится самый большой водопад Латвии — Вентас-Румба. Это самый широкий водопад в Европе.
- В городе Талси, расположенном на девяти холмах вдоль берегов двух озер, находится Талсинское городище. Оно считается одним из самых больших и хорошо сохранившихся древнекуршских городищ.
- Рядом с городом Айзпуте, одним из старейших городов Курземе, на берегу реки Тебра стоит Айзпутский замок Ливонского ордена.
- Винная гора в Сабиле занесена в Книгу рекордов Гиннесса как самый северный виноградник в мире.

## Природные заповедники Курземе
- Слитере (национальный парк)
- Грини (заповедник)
- Морицсала (заповедник)

## Курземе в нумизматике
14 ноября 2017 года Банком Латвии выпущены памятные монеты номиналом 2 евро в честь Курземе и Латгале.